# Enicospilus liris
Enicospilus liris là một loài tò vò trong họ Ichneumonidae.